# Phan Văn Đạt
Phan Văn Đạt (1828-1861), hiệu là Minh Trai, là một nho sĩ có khí tiết, và là một lãnh đạo có khí phách trong phong trào kháng Pháp ở cuối thế kỷ 19 tại Nam Kỳ trong lịch sử Việt Nam.

## Cuộc đời
Phan Văn Đạt sinh năm 1828 tại thôn Bình Thanh, huyện Tân Thạnh, phủ Tân An (nay thuộc xã Phú Ngãi Trị, huyện Châu Thành, tỉnh Long An).
Cha ông là Phan Văn Mỹ, thuộc thành phần nông dân nghèo. Vì vậy, ngay từ nhỏ ông phải sống trong cảnh cơ cực. Nhưng nhờ ham học, Phan Văn Đạt sớm làu thông kinh sử, thư từ.
Năm Canh Thân (1860) đời vua Tự Đức, ông thi đỗ cử nhân tại Gia Định. Theo Nguyễn Thông thì ông không có tiền đi nhận chức quan, phải nhờ bạn giúp. Nhưng khi ra đến kinh đô Huế, thì ông lại bỏ về.
Và cũng theo Nguyễn Thông, thì ngày mẹ chết, ông không chôn cất được, tôi (Nguyễn Thông) phải báo tin với các bạn thân giúp tiền, mới có tiền làm lễ tống táng được tử tế. Và khi vợ mất sớm, tự mình ông phải làm việc kim chỉ vá may, rồi ở góa mãi không lấy vợ khác...
Tháng ba năm Tự Đức thứ 14 (1861), cha ông mất. Chôn cất cha, gửi gắm đứa con gái nhỏ xong, còn lại một mình, ông bùi ngùi nói: Việc riêng của tôi thế là xong. Từ nay về sau, tôi sẽ tùy theo tạo hóa vần xây.
Ngày 25 tháng 2 năm 1861, Đại đồn Chí Hòa thất thủ. Tướng Nguyễn Tri Phương bị trọng thương. Tán lý Nguyễn Duy, tán tương Tôn Thất Trĩ đều tử trận. Quan Quân Việt phải rút về cố thủ ở Tân Bình (tức tỉnh lỵ tạm thời của Gia Định) và Biên Hòa.
Trước tình cảnh ấy, Phan Văn Đạt cùng với người cậu bên ngoại là Trịnh Quang Nghi chiêu mộ trai tráng, rồi chia nhau đóng giữ ở phía nam Biện Kiều, chuẩn bị đánh Pháp.
Viên chỉ huy quân Pháp ở Tân An dò la biết được, mang quân đánh úp. Phan Văn Đạt cùng tám nghĩa binh bị bắt sống. Phần Trịnh Quang Nghi, khi ấy đang đóng quân ở đồn Ô Khê, cũng bị quân Pháp bất ngờ vây bắt, nhưng ông chống trả được và kịp thu tàn quân tháo chạy về An Giang. Hôm ấy là ngày 16 tháng 7 năm 1861.
Trong nhà lao, dù bị dụ hàng hay bị cực hình, ông cũng không hề khuất phục hay khiếp sợ. Khi dò biết Phan Văn Đạt là một "hiệt kiệt nhất trong đảng", ông bị quân Pháp bắn chết, khi mới 33 tuổi.
Một người đàn bà họ Trịnh (chị Trịnh Quang Nghị) đi tìm thân xác Phan Văn Đạt mang về, chôn ở phía nam Biện Kiều, là nơi ông đã khởi binh.
Triều đình nhà Nguyễn nghe việc ấy, truy tặng ông hàm tri phủ, ban cho em ông tên là Thanh, hàm bá hộ và ban lệnh đợi khi hòa bình sẽ lập miếu thờ, mỗi năm sẽ cấp tiền làm lễ cúng tế.
Hiện nay ở Quận 1, Thành phố Hồ Chí Minh, có một con đường mang tên ông.

## Trong Kỳ Xuyên văn sao
Trong Kỳ Xuyên văn sao của danh sĩ Nguyễn Thông, có ba người được chép truyện, đó là Phan Văn Đạt, Trương Định và Hồ Huân Nghiệp.
Trích đoạn viết về Phan Văn Đạt:
...Trước kia, có Đỗ Trình Thoại ở huyện Tân Hòa, họp dân chúng đánh đồn Qui Sơn, bị thua chết, lính Tây kéo đến, thế mạnh như mưa bão, nghĩa dân chỉ dám đứng nhìn...Từ khi hai ông (Phan Văn Đạt và Trịnh Quang Nghị) khởi binh, phát giấy hiệu cáo, tiếng nghĩa vang dội, nghĩa hào các huyện Bình Dương, Tân Long, Tân An và Tân Hóa thảy đều tập họp dân chúng giết giặc, ấy thực là nhờ sự hô hào của hai ông...
...Phan Văn Đạt ngay thẳng, không a dua, nên được người làng kính mến. Ai có việc tranh giành thường nhờ đến ông phân xử, họ bảo nhau rằng: "Sợ sự chênh lệch thì nhờ mặt cân, muốn hết tranh giành thì nhờ ông Phan"...Ông cũng là người thông minh sáng suốt, việc máy móc chỉ xem qua là có thể bắt chước làm được.
Tính ông rất thích gảy đàn thổi sáo. Tôi ở gần nhà ông, thuở nhỏ, vì tình bên ngoại, nên rất thân yêu nhau. Đến khi tôi được thăng hàm Hàn lâm trước tác (1859), thì nhà Văn Đạt ngày thêm sa sút....